# Llista de governadors del Sàhara Espanyol

Sàhara Espanyol (taronja), 1959.

Escut del Sàhara Espanyol

Aquesta és una llista dels governadors generals del Sàhara Espanyol durant el seu període de govern colonial, territori que en l'actualitat correspondria amb el Sàhara Occidental. Al llarg de la seva existència el càrrec va variar en la seva estructura orgànica.
Entre 1887 i 1913 els governadors del Sàhara van dependre del governador militar de Canàries, amb el rang de sotsgovernador. En 1913, després de la constitució del Protectorat espanyol del Marroc, els governadors van passar a tenir la consideració de delegats de l'Alt Comissari Espanyol al Marroc, encara que la seva jurisdicció administrativa no arribés al territori del Sàhara. Això va canviar en 1934, quan la jurisdicció de l'Alt Comissari també va aconseguir als territoris del Sàhara i els governadors van passar a tenir el títol de Delegat Governatiu del Sàhara.
Després de la creació en 1946 de l'Àfrica Occidental Espanyola, els governadors del Sàhara van passar a ser autònoms i la seva jurisdicció aconseguia als territoris de Saguia el Hamra, Río de Oro, Ifni i Cap Juby, tot i que aquest últim territori teòricament formava part del Protectorat del Marroc. En 1958 es va constituir la província del Sàhara, i fins a la seva desaparició en 1976 els caps de l'administració van tenir el rang de Governadors generals de la Província del Sàhara.

## Llista de governadors del Sàhara
| Període                                                                           | Titular                                     | Notas                                                           |
| --------------------------------------------------------------------------------- | ------------------------------------------- | --------------------------------------------------------------- |
| Emilio Bonelli y Hernando                                                         | 3 de novembre 1884 – 10 de juliol de 1885   | Primer assentament espanyol en la costa de Río de Oro.          |
| Comissionat Reial per la Costa occidental d'Àfrica                                |                                             |                                                                 |
| Emilio Bonelli y Hernando                                                         | 10 de juliol de 1885 – 6 d'abril de 1887    | Sota la jurisdicció del Ministeri d'Ultramar.                   |
| Subgovernador de Río de Oro                                                       |                                             |                                                                 |
| Emilio Bonelli y Hernando                                                         | 6 d'abril de 1887 – c. 1900                 |                                                                 |
| Ángel Villalobos                                                                  | c. 1900 – 1 de desembre de 1903             |                                                                 |
| Francisco Bens Argandoña                                                          | 1 de desembre de 1903 – 1913                |                                                                 |
| Delegat de l'Alt Comissari a la Zona meridional de Protectorat espanyol al Marroc |                                             |                                                                 |
| Francisco Bens Argandoña                                                          | 1913 – 7 de novembre de 1925                | Ocupació de Cap Juby i de Güera.                                |
| Guillermo de la Peña Cusi                                                         | 7 de novembre de 1925 – 19 de juny de 1932  | Reorganització de l'administració colonial.                     |
| Eduardo Cañizares Navarro                                                         | 19 de juny de 1932 – 30 d'agost de 1933     |                                                                 |
| José González Deleito                                                             | 30 d'agost de 1933 – 1 de juliol de 1934    |                                                                 |
| Delegat Governatiu del Sàhara                                                     |                                             |                                                                 |
| Benigno Martínez Portillo                                                         | 1 de juliol de 1934 – 4 de maig de 1936     |                                                                 |
| Carlos Pedemonte Sabín                                                            | 4 de maig – 7 d'agost de 1936               | Esclat de la Guerra civil.                                      |
| Rafael Gallego Sainz                                                              | 7 d'agost de 1936 – 12 de març de 1937      |                                                                 |
| Antonio de Oro Pulido                                                             | 12 de març de 1937 – 31 de maig de 1940     |                                                                 |
| Governador político-militar d'Ifni i Sáhara                                       |                                             |                                                                 |
| José Bermejo López                                                                | 31 de maig de 1940 – 26 de juliol de 1946   |                                                                 |
| Governador general de l'Àfrica Occidental Espanyola                               |                                             |                                                                 |
| José Bermejo López                                                                | 26 de juliol de 1946 – 17 d'agost de 1949   |                                                                 |
| Francisco Rosaleny Burguet                                                        | 17 d'agost de 1949 – 29 de març de 1952     |                                                                 |
| Venancio Tutor Gil                                                                | 29 de març de 1952 – 26 de febrer de 1954   |                                                                 |
| Ramón Pardo de Santallana Suárez                                                  | 26 de febrer de 1954 – 23 de maig de 1957   |                                                                 |
| Mariano Gómez-Zamalloa y Quirce                                                   | 23 de maig de 1957 – 10 de gener de 1958    | Guerra d'Ifni.                                                  |
| Governador general de la Provincia del Sàhara                                     |                                             |                                                                 |
| José Héctor Vázquez                                                               | 10 de gener – 22 de juliol de 1958          | Constitució del Sàhara com una província ultramarina espanyola. |
| Mariano Alonso Alonso                                                             | 27 de juliol de 1958 – 6 d'octubre de 1961  |                                                                 |
| Pedro Latorre Alcubierre                                                          | 13 d'octubre de 1961 – 21 de febrer de 1964 |                                                                 |
| Joaquín Agulla y Jiménez-Coronado                                                 | 6 de març de 1964 – 5 de novembre de 1965   |                                                                 |
| Adolfo Artalejo Campos                                                            | 5 – 26 de novembre de 1965                  |                                                                 |
| Ángel Enríquez Larrondo                                                           | 5 de desembre 1965 – 2 de febrer de 1967    |                                                                 |
| José María Pérez de Lema y Tejero                                                 | 18 de febrer de 1967 – 4 de març de 1971    | Revolta de Zemla (1970).                                        |
| Fernando de Santiago y Díaz de Mendívil                                           | 4 de març de 1971 – 6 de juny de 1974       |                                                                 |
| Federico Gómez de Salazar y Nieto                                                 | 6 de juny de 1974 – 6 de febrer de 1976     | Durant el seu mandat es produeix la Marxa Verda (1975).         |